# Алпин Ф1 тим
Алпин Ф1 тим (фр. Alpine F1 Team) је тим у Формули 1 који је дебитовао на почетку Светског шампионата Формуле 1 2021. Раније се звао Рено Ф1 тим и у власништву француске аутомобилске компаније Рено групација. Тим је ребрендиран за 2021. годину ради промоције Реноове марке спортских аутомобила, Алпин, и наставља да служи као Реноов радни тим. Шасија и менаџерска страна тима су са седиштем у Енстону, Оксфордсхиру, Енглеској, а страна мотора тима са седиштем у Вири-Чатилону, предграђу Париза у Француској.

## Позадина

### Порекло тима
Тимски ентитет има дугу историју, први пут се такмичио у Формули 1 1981. године као Толеман, када је тим био са седиштем у Витнију, Енглеска. 1986. године, након што га је Бенетон Груп купио, преименован је и такмичио се у Бенетон. Као Бенетон, освојио је 1995. године конструкторско првенство, а његов возач, Михаел Шумахер, освојио је два шампионска шампиона 1994. и 1995. Пре сезоне 1992. преселио се на своју тренутну локацију у Енстону, УК. До сезоне 2000. године Рено је купио тим (по први пут), а до сезоне 2002. име му је промењено у Рено Ф1 Тим, а такмичио се као Рено. Рено је освојио конструкторско првенство 2005. и 2006. године, а његов возач, Фернандо Алонсо освојио је шампионско првенство у исте две године. 2011. године, Лотус је ушао као спонзор, а име тима се променило у Лотус Рено ГП, иако се за ту сезону и даље такмичио само као „Рено“. До 2012. године, Гени Капитал је имао већински удео у тиму, а од 2012. до 2015. тим се звао Лотус Ф1 Теам, по свом партнеру за брендирање, и тркао се као "Лотус". Крајем 2015. године Рено је по други пут преузео тим, преименовавши га у Рено Спорт Формула 1 Тим. Тим се поново такмичио као „Рено“, од 2016. године, и наставио је такав до краја сезоне 2020. Када се расправља о историји организације у целини, а не о историји одређених конструктора којима је управљала, генерално се користи колоквијалистички израз „Тим Енстоне“.

### Рано учешће Алпине у Формули 1
Укљученост произвођача спортских аутомобила Алпин у Формулу 1 може се пратити до 1968. године, када је изграђен аутомобил Алпин А350 Гранд Прих, погон мотора Гордини В8. Међутим, након почетног тестирања са Мауром Биађијем у Зандворту, пројекат је окончан када је утврђено да је мотор производио око 300 коњских снага (220 кВ) у поређењу са 400 мотора Косворт В8. 1975. компанија је произвела прототип Алпин А500 за тестирање 1,5 -литарског В6 турбо мотора за фабрички тим Реноа, који ће на крају дебитовати 1977.
У септембру 2020. године, група Рено објавила је своју намеру да користи "Алпин" као ново име свог тима за напредовање у промоцији Алпин марке, па ће тим постати познат као "Алпин Ф1 Тим", док ће "Рено Ф1 Тим" надимак отићи у пензију након пет година.

## Тркачка историја

### Сезона 2021
Такође погледајте: Светско првенство Формуле 1 2021
Тим Алпин Ф1 потписао је двоструког светског шампиона, Фернанда Алонса, да замени одлазећег Данијела Рикарда, Естебан Окон је задржан у тиму Реноа 2020. Алпин аутомобил користи Реноове моторе. Шеф тима Реноа, Сирил Абитебул, најавио је да ће отићи јер је Рено прешао у Алпин. Абитебула је заменио Давиде Бривио, који је раније радио за Сузуки у МотоГП -у.
Прва трка Алпине завршила се тако што је Алонсо био приморан да се повуче, након што су крхотине проузроковале прегревање његовог аутомобила. Окон је такође ступио у контакт са возачем Астон Мартина, Себастијаном Фетелом. Упркос разочаравајућем почетку, Алпин је у међувремену постигла поене у свакој од других трка, од Велике награде Италије 2021. године, укључујући победу Окона на Великој награди Мађарске 2021. То је била прва победа француског возача који је управљао француским аутомобилом на француски мотор од тријумфа Алана Проста на Великој награди Аустрије 1983. који је возио болид Реноа. Алонсо је такође освојио подијум на Великој награди Катара, након што се квалификовао као пети, али је стартовао трећи, јер су Верстапен и Ботас добили казне на старту.

### Сезона 2022
13. јануара 2022. Марцин Будковски одрекао се улоге извршног директора Алпин Ф1 тима. Четвороструки светски шампион Ален Прост такође је напустио своју улогу неизвршног директора као део реструктурирања тима. У фебруару 2022, БВТ је најављен као главни спонзор тима. Отмар Шафнауер, бивши члан Астон Мартин Ф1 тима, најављен је за новог директора тима истог месеца. Бивши заменик генералног секретара за спорт у ФИА, Бруно Фамин, пребачен је за извршног директора Алпин у Вири-Чатилон, одговоран за развој агрегата. Фамин је такође раније водио Пежо до три узастопне победе на релију Дакар као шеф свог спортског одељења од 2016. до 2018. и тријумфа на 24 сата Ле Мана 2009. као технички шеф његовог програма издржљивости.

## Комплетан Формула 1 резултати
| Година | Шасија | Мотор                     | Возачи          | 1   | 2   | 3   | 4   | 5   | 6   | 7   | 8   | 9   | 10  | 11  | 12   | 13  | 14  | 15  | 16  | 17  | 18  | 19  | 20  | 21  | 22  | Поени | Шк  |
| ------ | ------ | ------------------------- | --------------- | --- | --- | --- | --- | --- | --- | --- | --- | --- | --- | --- | ---- | --- | --- | --- | --- | --- | --- | --- | --- | --- | --- | ----- | --- |
| 2021   | A521   | Рено E-Tech 20B 1.6 V6 t  |                 | БАХ | ЕМИ | ПОР | ШПА | МОН | АЗЕ | ФРА | ШТА | АУТ | ВБР | МАЂ | БЕЛ‡ | ХОЛ | ИТА | РУС | ТУР | САД | МЕК | БРА | КАТ | САУ | АБУ | 155   | 5.  |
| 2021   | A521   | Рено E-Tech 20B 1.6 V6 t  | Фернандо Алонсо | Оду | 10. | 8.  | 17. | 13. | 6.  | 8.  | 9.  | 10. | 7.  | 4.  | 11.  | 6.  | 8.  | 6.  | 16. | Оду | 9.  | 9.  | 3.  | 13. | 8.  | 155   | 5.  |
| 2021   | A521   | Рено E-Tech 20B 1.6 V6 t  | Естебан Окон    | 13. | 9.  | 7.  | 9.  | 9.  | Оду | 14. | 14. | Оду | 9.  | 1.  | 7.   | 9.  | 10. | 14. | 10. | Оду | 13. | 8.  | 5.  | 4.  | 9.  | 155   | 5.  |
| 2022   | A522   | Рено E-Tech RE22 1.6 V6 t |                 | БАХ | САУ | АУС | ЕМИ | МАЈ | ШПА | МОН | АЗЕ | КАН | ВБР | АУТ | ФРА  | МАЂ | БЕЛ | ХОЛ | ИТА | СИН | ЈАП | САД | МЕК | БРА | АБУ | 125*  | 5.* |
| 2022   | A522   | Рено E-Tech RE22 1.6 V6 t | Фернандо Алонсо | 9.  | Оду | 17. | Оду | 11. | 9.  | 7.  | 7.  | 9.  | 5.  | 10. | 6.   | 8.  | 5.  | 6.  | Оду | Оду |     |     |     |     |     | 125*  | 5.* |
| 2022   | A522   | Рено E-Tech RE22 1.6 V6 t | Естебан Окон    | 7.  | 6.  | 7.  | 14. | 8.  | 7.  | 12. | 10. | 6.  | Оду | 5.  | 8.   | 9.  | 7.  | 9.  | 11. | Оду |     |     |     |     |     | 125*  | 5.* |

#### Напомена
* - Сезона у току